# Sag es mit Musik
Sag es mit Musik (Originaltitel: Quiéreme con musica) ist eine 1956 gedrehte deutsche Verwechslungskomödie mit Musik und Gesang. Unter der Regie von Ignacio F. Iquino spielen Pero Alexander und Hanita Hallan die Hauptrollen. Als Gaststar tritt Bibi Johns in der Rolle einer namenlosen Sängerin auf.

## Handlung
Die Handlung spielt im sonnigen Spanien. Amadeo ist ein richtiger Frauenheld, der das Geld, das er eigentlich nicht besitzt, sondern lediglich von seiner reichen schwarzen Tante Edith in Amerika zur Verfügung gestellt bekommt, mit vollen Händen aus dem Fenster hinauswirft. Obendrein ist Amadeo auch noch ein wahrer Tunichtgut und Charakterschuft, denn er lässt seine Verlobte Berta, eine Sängerin und Leiterin einer Tanzkapelle, die bereits im Brautkleid auf ihn wartete, unmittelbar vor beider Hochzeit sitzen. Berta ist erwartungsgemäß stinksauer, schwört bittere Rache und lässt ihren Frust erst einmal an Amadeos Bediensteten Blas aus, der für Amadeos Fehlverhalten ordentlich Prügel einstecken muss. Amadeo ist derweil untergetaucht, und da er ein gewohnheitsmäßiger Schürzenjäger ist, der die Finger nicht von den Frauen lassen kann, plant er schon seine nächste Hochzeit, diesmal mit der schönen Dolores. Da muss er erfahren, dass die nicht versiegen wollende Geldquelle, Tante Edith, einen Kontrollbesuch angesagt hat, denn die alte Dame möchte gern wissen, was Neffe Amadeo im fernen Spanien auf ihre Kosten so treibt. Amadeos Lügengebäude droht damit zusammenzubrechen, ist er doch nicht nur ein herzensbrechender Schwerenöter, sondern auch noch ein notorischer Schlingel: Denn Amadeo hatte jedes Mal der Tante geschrieben, er würde das Geld für seinen missratenen Bruder Albert benötigen. Doch der ist in Wahrheit das ganze Gegenteil: kreuzbrav, grundsolide und ein Fliegeroffizier, der, anders als Amadeo, nicht einfach so in den Tag hineinlebt.
Auf dem Gutssitz von Amadeo kommt es schließlich zum „Showdown“, nachdem alle Beteiligten inklusive Kumpel José Luis mit zwei weiteren Frauen jedoch ohne Albert eingetroffen sind. Während Amadeo vor Tante Edith sein doppeltes Spiel aufrechtzuerhalten versucht, ist nunmehr der Moment für Berta gekommen, sich an ihrem liederlichen Ex-Bräutigam zu rächen. Vor Edith und all den anderen behauptet sie steif und fest, sie sei tatsächlich Amadeos Ehefrau. Tante Edith hat in dieser temperamentvollen und musikalischen jungen Frau nichts auszusetzen und freut sich für ihren Neffen Amadeo, der schon gefürchtet hatte, dass sein ganzer Schwindel jetzt platzt und es zu einem ordentlichen Donnerwetter kommt. Nolens volens muss er das Spiel Bertas mitspielen, um Tante Edith ruhig zu halten. Da taucht seine tatsächliche Neugattin, Dolores, auf dem Anwesen auf. Amadeo schaltet schnell und verhindert die Katastrophe, indem er behauptet, dass Dolores die Ehefrau Alberts sei. Doch so ganz überzeugt scheint Tante Edith nicht. Rettung naht in Gestalt von Bertas eintrudelnder Tanzkapelle mit einer schönen, aber namenlosen blonden Sängerin an der Spitze. Das Unglück nimmt jedoch seinen Lauf, als der Letzte im Spiel, Flieger-Bruder Albert, mit einem kleinen Sportflugzeug auf dem Landsitz eintrifft. Der hat natürlich noch keine Ahnung davon, dass ihn Amadeo zwischenzeitlich mit Dolores „verheiratet“ hat. Im letzten Moment sorgt Amadeo dafür, dass sich Albert nicht verplappert. Am Abend steigt auf dem Anwesen eine Riesenparty, auf der die blonde Sängerin alle bestens unterhält. Schließlich löst sich alles in Wohlgefallen auf: Amadeo bleibt bei seiner Dolores, Albert findet Gefallen an Berta, und selbst Tante Edith findet in dem Windhund José Luis, der schon immer nach einer wohlhabenden Gattin gesucht hatte, ihren Herzbuben.

## Produktionsnotizen
Die Dreharbeiten fanden in Spanien statt, die Uraufführung erfolgte am 1. März 1957 in Münchens Mathäser-Palast.
Die schwarze US-Sängerin Edith Peters der Peters Sisters übernahm hier ihre erste reguläre Filmrolle.
Gespielt werden die beiden Dixieland-Foxtrotts Min Skol, Din Skol und Billys Banjo-Band.

## Kritiken
Im Lexikon des Internationalen Films verriss den Film: „Langatmig, niveaulos und mit kümmerlichem Humor präsentiert.“
Auf Cinema heißt es nur: „Doofes Geplänkel mit Spanien-Flair.“